# Jordi Carbonell i Tries
Jordi Carbonell i Tries (Perpiñán, 8 de marzo de 1920 - id., 4 de agosto de 2013) fue un escritor francés que escribía en catalán.
La primera profesión de Carbonell fue la de militar. Con el ejército visitó países como Argelia, Túnez, Marruecos, Níger y Vietnam. Publicó una docena de libros, sobre todo novelas, a veces editados por él mismo. Contó con dos premios institucionales: el Premio San Jorge de Novela y la Cruz de San Jorge, concedida en 1992 por la Generalidad de Cataluña.

## Obra

### Novela
- 1979 Un home qualsevol
- 1980 La traïció
- 1981 Thessàlia
- 1982 ...li tiri la primera pedra
- 1983 La cinquena dimensió
- 1984 L'home de l'Altair
- 1985 El cant de les sirenes
- 1986 L'or dels altres
- 1987 El revers de la medalla
- 1989 El meu destrer blanc
- 1994 El gat de casa

### Ensayo
- 1988 L'Evangeli segons Jordi Carbonell

## Premios literarios
- 1978 Premio San Jorge de Novela por Un home qualsevol
- 1992 Premio Fiter i Rossell por El gat de casa